# Скурту-Маре
Скурту-Маре (рум. Scurtu Mare) — село у повіті Телеорман в Румунії. Адміністративний центр комуни Скурту-Маре.
Село розташоване на відстані 66 км на захід від Бухареста, 41 км на північ від Александрії, 115 км на схід від Крайови, 148 км на південь від Брашова.

## Населення
За даними перепису населення 2002 року у селі проживали 546 осіб, усі — румуни. Усі жителі села рідною мовою назвали румунську.